# Resolutie 1080 Veiligheidsraad Verenigde Naties
Resolutie 1080 van de Veiligheidsraad van de Verenigde Naties werd unaniem door de Veiligheidsraad van de Verenigde Naties aangenomen op 15 november 1996.

## Achtergrond
De etnische conflicten in Rwanda en Burundi hadden al honderdduizenden doden gemaakt en voor een enorme vluchtelingenstroom gezorgd, waarvan velen naar buurland Zaïre. Vandaaruit werd de strijd gewoon verder gezet waardoor de hele regio gedestabiliseerd raakte.

## Inhoud

### Waarnemingen
De Veiligheidsraad erkende dat dringend iets moest worden gedaan aan de situatie in Oost-Zaïre. Er moest dringend een conferentie over vrede, veiligheid en ontwikkeling worden gehouden in het Grote Merengebied om de problemen aan te pakken.

### Handelingen
Opnieuw werd opgeroepen tot een staakt-het-vuren. Intussen werd gewerkt aan een tijdelijke humanitaire macht voor hulp aan vluchtelingen en bevolking in Oost-Zaïre. Canada had aangeboden die macht, waarvoor al 10.000 troepen waren aangeboden, te leiden. De operatie moest op 31 maart 1997 beëindigt worden, tenzij de doelstellingen reeds eerder werden bereikt. De Veiligheidsraad was van plan vervolgens een nieuwe operatie te autoriseren. Ten slotte werd de Secretaris-Generaal gevraagd die reeds voor te bereiden.

## Verwante resoluties
- Resolutie 1072 Veiligheidsraad Verenigde Naties
- Resolutie 1078 Veiligheidsraad Verenigde Naties
- Resolutie 1097 Veiligheidsraad Verenigde Naties (1997)
- Resolutie 1200 Veiligheidsraad Verenigde Naties (1998)

Lijst ·  1036 ·  1037 ·  1038 ·  1039 ·  1040 ·  1041 ·  1042 ·  1043 ·  1044 ·  1045 ·  1046 ·  1047 ·  1048 ·  1049 ·  1050 ·  1051 ·  1052 ·  1053 ·  1054 ·  1055 ·  1056 ·  1057 ·  1058 ·  1059 ·  1060 ·  1061 ·  1062 ·  1063 ·  1064 ·  1065 ·  1066 ·  1067 ·  1068 ·  1069 ·  1070 ·  1071 ·  1072 ·  1073 ·  1074 ·  1075 ·  1076 ·  1077 ·  1078 ·  1079 ·  1080 ·  1081 ·  1082 ·  1083 ·  1084 ·  1085 ·  1086 ·  1087 ·  1088 ·  1089 ·  1090 ·  1091 ·  1092